# Ostropa

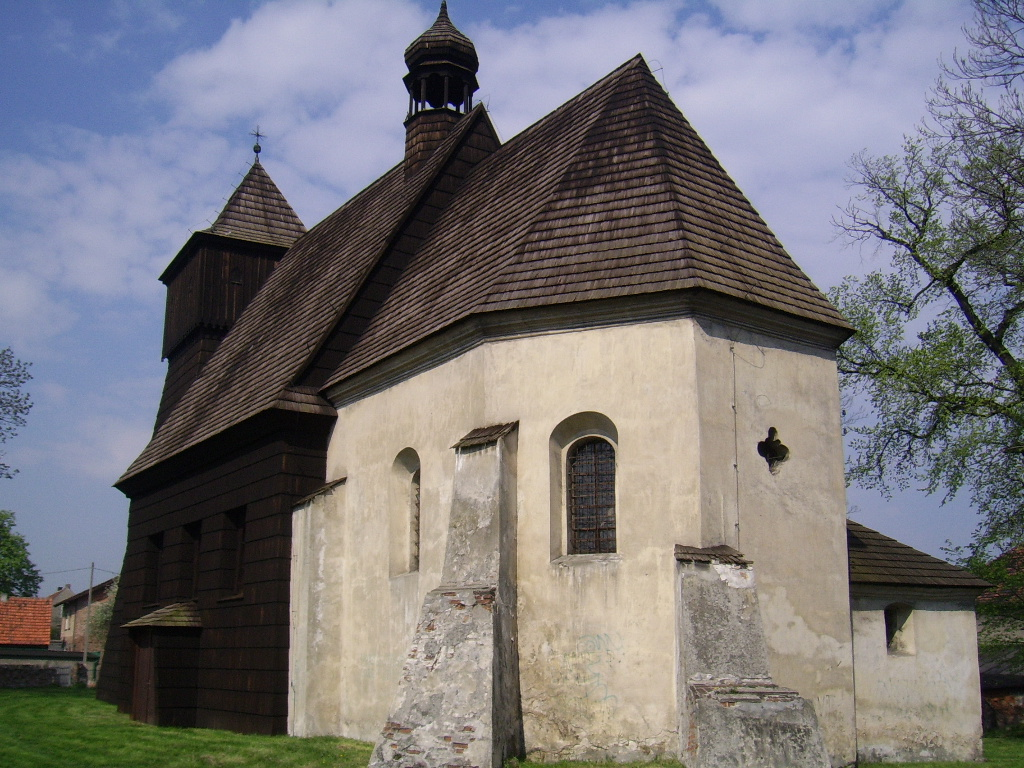
Vue de l'église Saint-Georges d'Ostropa

Ostropa (avant 1946: Stroppendorf; auparavant Ostroppa) est un village polonais faisant partie de la commune de Gliwice (avant 1946: Gleiwitz) depuis 1975 et de la voïvodie de Silésie.

## Géographie
Ostropa se trouve au sud-ouest de Gliwice.

## Histoire
Ostropa a été mentionné pour la première fois par écrit en 1286 sous le nom de Roztropa en bénéficiant des privilèges de marché du Saint-Empire, sous le règne de Casimir II de Pologne. L'église du village, consacrée à saint Georges, est détruite par les Hussites en 1430, et reconstruite ensuite en bois. Sa nef est entièrement reconstruite en pierres en 1640. Les Suédois la saccagent pendant la Guerre de Trente Ans. Elle devient possession de la couronne des Habsbourgs au XVIIIe siècle, avant la guerre austro-prussienne.
La région fait ensuite partie du royaume de Prusse, en 1742, et de la province de Silésie. Une école est ouverte pour la minorité de langue polonaise en 1926, mais elle est fermée par les nouvelles autorités de l'État libre de Prusse en 1934.

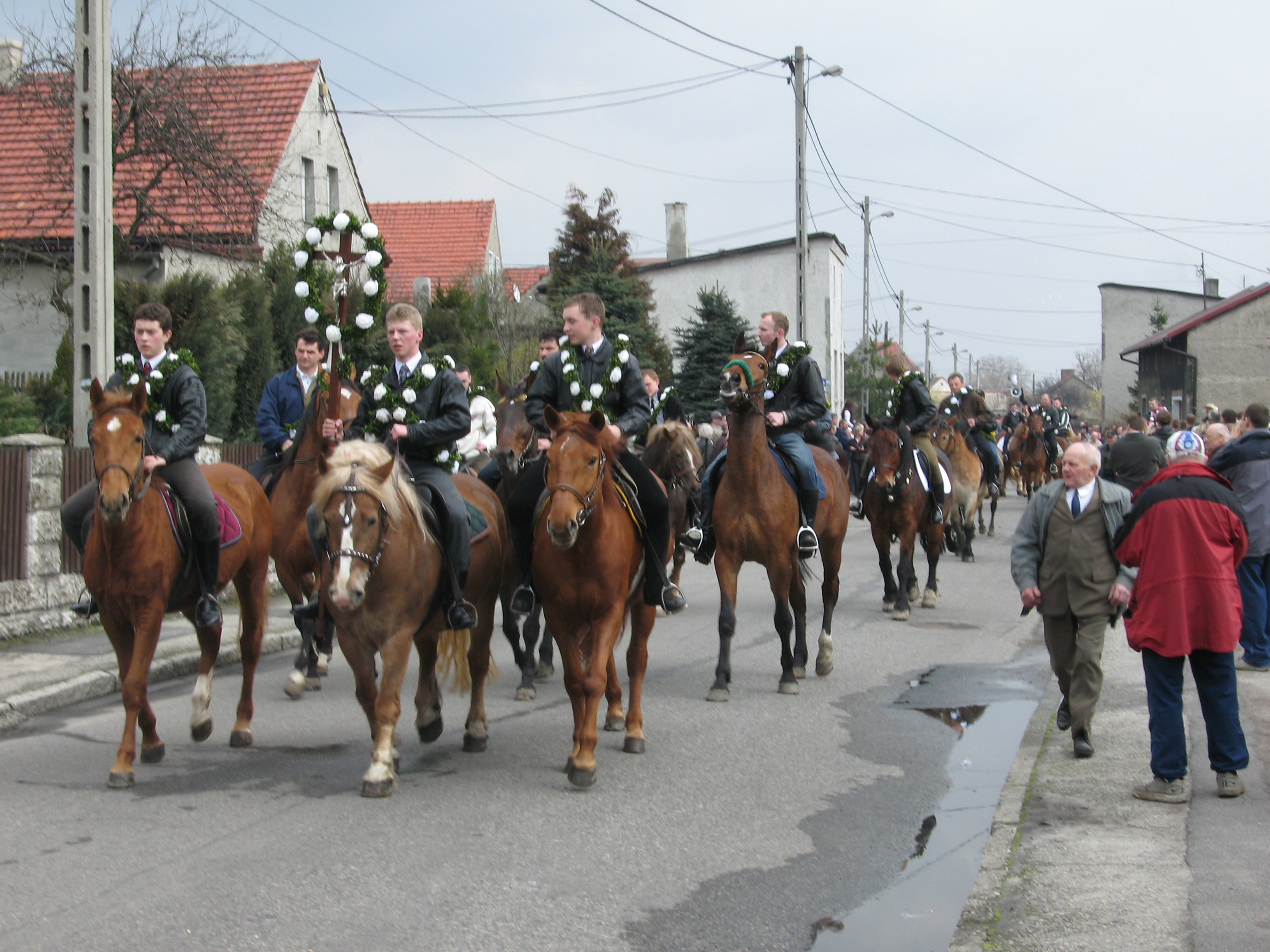
Procession équestre de Pâques en 2006

La nouvelle église, consacrée au Saint-Esprit, est construite entre 1925 et 1927. Ostroppa change de nom en 1934 pour devenir Stroppendorf, le nouveau régime voulant germaniser les noms des localités situées en marge du Reich. La population allemande est expulsée en 1945-1946.
La procession équestre de Pâques est une tradition fort suivie du jour de la Résurrection du Christ, depuis 1807. Elle  fait suite à une tradition datant du XIVe siècle et interrompue au milieu du XVIIIe siècle.

## Architecture sacrée
- Église Saint-Georges: église de bois du XVe siècle, dont la nef est reconstruite en 1640 en pierres. Elle est agrandie et redécorée au XVIIIe siècle.
- Église du Saint-Esprit: église néobaroque consacrée en 1927
- Chapelle Saint-Jean-Népomucène
- Chapelle Saint-Urbain